# Nassarius praematuratus
Nassarius praematuratus is een slakkensoort uit de familie van de Nassariidae. De wetenschappelijke naam van de soort is voor het eerst geldig gepubliceerd in 1960 door Kuroda & Habe in Habe.